# The Hole in the Ground
The Hole in the Ground es una película de suspenso y terror de 2019 dirigida por Lee Cronin, a partir de un guion de Cronin y Stephen Shields. La película es protagonizada por Seána Kerslake, James Cosmo, Kati Outinen, Simone Kirby, Steve Wall y James Quinn Markey. La historia sigue a una mujer joven que comienza a sospechar que el comportamiento perturbador de su hijo está vinculado a un misterioso sumidero. 
La película tuvo su estreno mundial en el Festival de Cine de Sundance el 25 de enero de 2019. Fue estrenada el 1 de marzo de 2019, por Wildcard Distribution en Irlanda y por Vertigo Releasing en el Reino Unido.

## Sinopsis
Una noche, el hijo más joven de Sarah desaparece entre la maleza que hay tras su casa rural. Aunque parece ser la misma persona cuando regresa a casa, su comportamiento comienza a ser cada vez más errático. Pronto, Sarah descubre que puede que el niño que ha vuelto no sea su hijo. 

## Reparto
- Seána Kerslake como Sarah O'Neill.
- James Cosmo como Des Brady.
- Kati Outinen como Noreen Brady.
- Simone Kirby como Louise Caul.
- Steve Wall como Rob Caul.
- James Quinn Markey como Chris O'Neill.
- Eoin Macken como Jay Caul.
- David Crowley como Maestro 1.

## Estreno
En diciembre de 2018, A24 y DirecTV Cinema adquirieron los derechos de distribución de la película en Estados Unidos. Ese mismo mes, Vertigo Releasing adquirió los derechos de distribución de la película en el Reino Unido e Irlanda. Tuvo su estreno mundial en el Festival de Cine de Sundance el 25 de enero de 2019. Fue estrenada en Estados Unidos, Reino Unido e Irlanda el 1 de marzo de 2019.